# Svatopluk Čech

Svatopluk Čech

Svatopluk Čech (* 21. Februar 1846 in Ostředek bei Benešov, Böhmen; † 23. Februar 1908 in Prag) war ein tschechischer Dichter, Prosaiker, Journalist und Weltenbummler. Er wurde als Sohn eines Gutsverwalters geboren.

## Leben
In Prag besuchte er das Gymnasium und studierte später Rechtswissenschaften. Er schrieb für die Zeitschriften Ruch und Květy, und ab 1871 war er Redakteur von Světozor. 1873 bis 1876 wechselte er zu Lumír und war kurz für Národní listy tätig. 1873 war er Mitglied einer Rechtsanwaltspraxis in Slaný, wechselte dann aber im gleichen Jahr nach Prag.
Er reiste gerne und besuchte den Kaukasus, Kroatien, Dänemark, Polen, Italien und Paris. Das Ende seines Lebens verbrachte er in Prag, wo nach ihm eine Brücke und ein Park benannt worden sind.

## Werke
Sein Werk ist gekennzeichnet durch extremes nationales Engagement verbunden mit sozialkritischen Elementen. Er ist vor allem Lyriker, verfasste aber auch Prosa, wobei die „Reisen des Herrn Brouček“, nicht zuletzt durch die Vertonung als Oper durch Leoš Janáček, sein heute noch bekanntestes Werk darstellt.
Seine Werke sind stark beeinflusst von Karel Hynek Mácha. Er schrieb vor allem Epen mit vielen Vergleichen und Beschreibungen, mit denen er den Lauf seiner Geschichten unterbricht. Er beschreibt die Gefühle des Bürgertums. Oft kehrt er in die Vergangenheit zurück, seine Verse sind patriotisch, er beschäftigt sich mit demokratischen Gedanken und der sozialen Gerechtigkeit.
Im historischen Epos Der Hussit auf dem Baltikum (Husita na Baltu) vergleicht er die Hussitenkriege mit den zwischenmenschlichen Beziehungen unter den Menschen. In Václav z Michalovic schildert er eine Geschichte aus der Zeit nach der Schlacht am Weißen Berg. Europa (Evropa) ist ein symbolisches Epos. Die Geschichte spielt sich auf dem Meer ab. Es kommt zu einem Aufstand auf dem Schiff Europa. Hauptgedanke ist die Einigkeit der Slawen. Der Schmied von Lešetín (Lešetínský kovář) ist ein sozialer Roman. Im Schatten der Linde (Ve stínu lípy) ist ein idyllisches Epos der Rückkehr eines Böhmens aufs Land, in die böhmische Landschaft – Heimkehr. In Wirklichkeit handelt es sich um Jugenderinnerungen des Autors. 

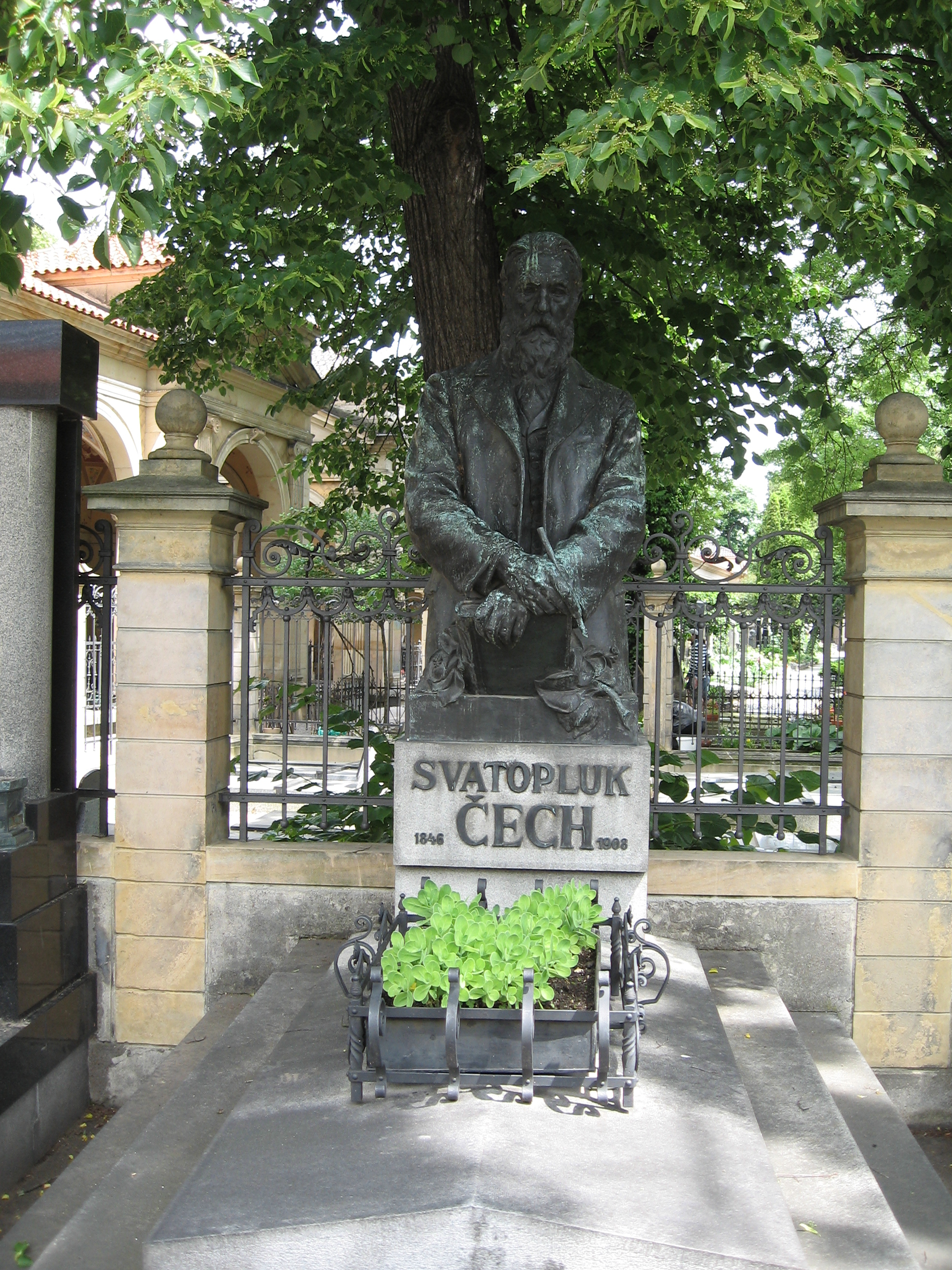
Grabmal von Svatopluk Čech auf dem Vyšehrader Friedhof in Prag

Bei dem lyrischen Werk Die Lieder des Morgengrauens (Jitřní písně) handelt es sich um in Vers gebrachte Satire mit sozialistischen Gedanken. Er versetzt sich in die Rolle des Volksredners. Die Gedichte haben einen meditativen Charakter. Das Werk Die Lieder des Sklaven (Písně otroka) mit 23 Gedichten, herausgegeben 1895, ist eine Reaktion auf politische Ereignisse. Er wollte das Volk aufrütteln, da er den Verdacht hatte, dass die Menschen unterdrückt werden. Es ist eine Allegorie des Kampfes gegen die Unterdrückung. Das Buch erfreute sich großer Beliebtheit.
In der Satire Hanuman schildert er einen Affenstaat – eine Satire auf die Österreich-Ungarische Monarchie. In Habicht kontra Turteltaube (Jestřáb kontra hrdlička) erzählt er auf satirisch-humoristische Weise die Geschichte des Matěj Brouček. Dieser ist ein typischer Kleinbürger, habsüchtig, eifersüchtig. Er kommt zu den Hussiten und hier zeigt sich seine Feigheit. Weitere Werke beschäftigten sich mit der Hussitenzeit und Geschichten aus dem Umfeld der Anwälte.
- Ve stínu lípy, Idyllisches Epos, Prag 1879 (Dramatisierung: R. Jurda, 1946)
- Pravý výlet pana Broučka do měsíce, 1888
- Nový epochální výlet pana Broučka tentokráte do 15. století, 1889 (Vertonung beider Geschichten als eine Oper in zwei Teilen durch Leoš Janáček: Die Ausflüge des Herrn Brouček, UA 1920)[1]
- Písnĕ otroka, Zyklus politischer Gedichte, Prag 1895 (dt. Lieder eines Sklaven, Verlag J. H. W. Dietz Nachf., Stuttgart 1897)
- Die Adamiten, dt. Dresden 1912
- Dagmar, dt. Dresden 1923
- Novellen, dt. Leipzig o. J.
- Unter Büchern und Menschen. Erzählung, dt. Leipzig o. J.